# 田村亮 (俳優)
田村 亮（たむら りょう、1946年5月24日 - ）は、日本の俳優。本名：田村 幸照（たむら ゆきてる）。京都府京都市右京区太秦出身。YST所属。阪東妻三郎の四男。男4兄弟の末っ子で、唯一の戦後生まれである。成城学園中学校～成城学園高等学校、成城大学経済学部卒業。兄弟には俳優の田村高廣（長男）、俳優・田村正和（三男）がおり、田村三兄弟それぞれで息長く活躍してきた。異母弟に俳優の水上保広。既婚者で息子は俳優の田村幸士。

## 略歴・人物
1953年、京都市立嵯峨小学校1年生7歳のとき父を亡くす。一家は京都を引き払い、東京世田谷へ移住。世田谷区立明正小学校に転校する。成城学園高校時代にはバスケットボール部に所属し、インターハイにも出場した。英語が好きで貿易関係に仕事に就いて、世界各国を回りたい等の夢があり、役者になりたくはなかった。1965年、成城学園高等学校3年生の時に、阪妻13回忌企画『破れ太鼓』につきあいのつもりで出演したが、これを映画関係者が見逃す筈もなく、映画会社の獲得合戦が激しくなった。稲垣浩監督から「101本記念の映画を撮るので出演しないか」と声をかけられ、断れる相手ではなく「やらせてもらいます」と返事をせざるを得なかった。稲垣監督の映画『暴れ豪右衛門』にて映画デビュー。ただ、最初は大学卒業後はサラリーマンとして就職するつもりでいたので、本名のままで出演したら就職試験を受ける上で「何かとまずい」と思ったことから、『暴れ豪右衛門』の稲垣監督に芸名を付けることを願い出た。この芸名には「嘘をつかない正直な男」という意味が込められているという。役者になることになかなか踏ん切りがつかず、大学卒業後の1969年に俳優小劇場養成所へ入所。一年通って踏ん切りがつき、養成所卒業と同時に、東宝と専属契約をした。
1970年に主演作品『無常』がスイスのロカルノ国際映画祭でグランプリ（ゴールデンジャガー賞）を受賞するなど日の目を見た、1974年に前年の作品『狼無頼控』で京都市民映画祭テレビ部門男優賞、1978年舞台、『東宝二月特別公演　阪妻を偲ぶ』では父妻三郎の代表作である『雄呂血』(正和とダブル主演)と『無法松の一生』(高廣主演)にそれぞれ出演した。1980年には日本民間放送連盟賞 優秀賞大賞を受賞。 
1984年、田村3兄弟が共演して話題となった『乾いて候』では大岡忠相を演じ、その後『暴れん坊将軍』でも2代目・大岡忠相を演じた。兄らとは異なり、いわゆる「2時間ドラマ」に多くキャスティングされており、1986年頃からは山村美紗原作番組にほぼ毎年出演している他、年に数度の舞台にも出演している。

## エピソード
- 日本テレビ系列が80年代中盤以降、恒例としていた年末時代劇スペシャルで兄の正和が主演した『勝海舟』では当初山岡鉄舟役としてキャスティングされ、すでに自身のシーンを撮り終えていた。だが正和が体調不良で途中降板、このため正和の代役として勝海舟を演じた[9]。すでに自身のシーンを撮り終えてていたため、役が変わり残念であったと語っている。また勝を演じるにあたり、兄正和からは現代劇と思う様にアドバイスを受けた[9][注釈 4]。幕末の動乱期における咸臨丸での渡米や弟子坂本龍馬との交流、幕政の混乱で罷免と抜擢とを繰り返した前半の青年期と、晩年期に徳川慶喜の復権に尽力するエピローグを兄の正和が演じ、大政奉還、江戸無血開城を経て明治維新後の新政府参加、旧幕臣への生活援助、西南戦争で逆賊となった西郷隆盛の名誉回復に尽力するといった壮年期から老年期にかけてを弟の亮が演じるという異例のW主演となった。
- お笑い芸人の田村亮（元ロンドンブーツ1号2号）と、当該項目の田村亮の芸名は同姓同名である。住所が近い時期があり、荷物が誤って届いてしまうなど混同されることもしばしばあったが、対面したことはない[10]。田村が女性との交際を週刊誌で報じられた際には、恩師が本人のことと勘違いして電話をかけてきたというエピソードもある。
- 京都を訪れた際は三兄・正和同様、必ず父・阪東妻三郎、長兄・高廣の眠る二尊院を訪れる[11]。
- 父・阪東妻三郎については「ぼくには、ウマになってよく遊んでくれました。そう布団の中でオナラをかがされたこともありました[12]」とのエピソードを話していた。

## 出演

### 映画
- 暴れ豪右衛門（1966年、東宝） - 隼人
- あこがれ（1966年、東宝） - 吉岡一郎
- お嫁においで（1966年、東宝） - 野呂道夫
- てなもんや幽霊道中（1967年、東宝） - 近藤清之進
- めぐりあい（1968年、東宝） - 白井
- 連合艦隊司令長官 山本五十六（1968年、東宝） - 三上中尉[13]
- 無常（1970年、ATG） - 日野正夫
- しびれくらげ（1970年、大映） - 健次
- 可愛い悪魔 いいものあげる（1970年、大映） - 津村桂一
- 曼陀羅（1971年、ATG） - 裕
- 哥（1972年、ATG） - 和田
- 竜馬暗殺（1974年、ATG） - 大久保利通
- どてらい男（1975年、東宝） - 尾坂幸夫
- 歌麿 夢と知りせば（1977年、日本ヘラルド映画） - 佐野善左衛門
- 赤穂城断絶（1977年、東映） - 上杉綱憲
- とりたての輝き（1981年、東映）
- ユッコの贈り物 コスモスのように（1982年、共同映画）
- 雨が好き（1983年、東宝）
- 利休（1989年、松竹） - 大納言秀長
- ゴト師株式会社III（1994年、パル企画） - "右手"
- 蟬しぐれ（2005年、東宝） - 藤次郎
- ファイナル・ジャッジメント（2012年6月、幸福の科学の映画） - 中岸雄二郎
- 侠の絆（2018年） - 刑事(課長)
- 世界から希望が消えたなら。（2019年10月18日公開、日活・幸福の科学） - 桃山医師
- 外道憤砕  龍文字一家相談役
- 外道憤砕2  龍文字一家相談役

### テレビ作品
- 破れ太鼓（1965年7月17日、NHK総合）
- 連続テレビ小説（NHK総合）
  - 信子とおばあちゃん（1969年 - 1970年） - 笹崎真
  - あぐり（1997年） - 川村晃
- 魔像・十七の首（1969年、朝日放送）
- 大河ドラマ（NHK総合）
  - 樅ノ木は残った（1970年）
  - 春の坂道（1971年） - 柳生左門
  - 国盗り物語（1973年） - 長井白雲
  - 葵 徳川三代（2000年） - 藤堂高虎
- 日本怪談劇場 第2話「牡丹灯籠 鬼火の巻」・第3話「牡丹灯籠 蛍火の巻」（1970年、12ch） - 新三郎
- キイハンター 第140話「人殺しあの手この手」（1970年、TBS）
- 千葉周作 剣道まっしぐら 第9話「勝負とは‥‥？」（1970年、TBS）- 梶原京之進
- 水戸黄門（TBS・C.A.L）
  - 第2部 第16話「佐渡恋情 -佐渡-」（1971年1月11日） - 鷹四郎
  - 第7部 第19話「最上紅花恋の唄 -米沢-」（1976年9月27日） - 与吉
  - 第8部 第29話「妖雲晴れた桜島 -鹿児島-」（1978年1月30日） - 伊集院源八郎
  - 第10部 第17話「御老公を暗殺せよ!! -彦根-」（1979年12月3日） - 井伊直高
  - 第21部 第24話「義賊隼小僧の恩返し -金沢-」（1992年9月14日） - 清次郎
  - 第38部（2008年） - 土屋道庵（準レギュラー）
    - 第1話「小藩を救え! いざ西へ -水戸・江戸-」
    - 第2話「嵐を呼ぶ瀬戸内の謎! -瀬戸内-」
    - 第9話「世捨てお公家の悪退治 -敦賀-」
    - 第24話「禁断の園! 大奥の謎 -江戸-」

  - 第40部 第15話「とどけ歌声、響け空桶 -高山-」（2009年11月16日） - 三浦屋総右衛門
  - 水戸黄門 スペシャル（2015年6月29日） - 菊井善右衛門
- 大忠臣蔵（1971年、NET） - 島弥助
- てるてる坊主（1971年、フジテレビ）
- おれは男だ! 第36話「星の国から来たあいつ!」（1971年、日本テレビ）
- 続・氷点（1971年、NET）
- 天皇の世紀 第11話「決起」・第12話「義兵」（1971年、朝日放送） - 久坂玄瑞
- 大江戸捜査網（12ch・三船プロ）
  - 第80話「兄と妹の詩」（1972年） - 栄二
  - 第158話「さまよえる暗殺集団」（1974年） - 風早新十郎
  - 第208話「捨て身の一匹侍」（1975年） - 上月新三郎
- 眠狂四郎 第6話「夜陰に女を裂く」（1972年、関西テレビ）
- 怪談 第2話「牡丹燈籠」（1972年、NET）- 新三郎
- 荒野の用心棒 第2話「魔の国境いに砂塵が舞って…」（1973年、NET） - 木崎兵馬
- 赤ひげ 第36話「朝露に消ゆ」（1973年、NHK総合）
- あんたがたどこさ（1973年 - 1974年、TBS）
- 狼・無頼控（1973年 - 1974年、毎日放送） - 菊次
- どてらい男（1973年 - 1977年、関西テレビ） - 尾坂昭吉
- 江戸を斬るII 第25話「狙われた遠山桜」（1976年4月26日、TBS） - 恵之助
- 江戸を斬るIII（1977年、TBS） - 片桐弥平次
- 桃太郎侍（日本テレビ）
  - 第47話「昌平坂に消えた夢」（1977年） - 音吉
  - 第109話「笛吹き若様町人志願」（1978年） - 鍋島松太郎＝栗太郎
  - 第170話「お化け長屋の花魁道中」（1980年） - 友吉
- 横溝正史シリーズ 犬神家の一族（1977年、毎日放送） - 犬神佐清
- 土曜ワイド劇場（テレビ朝日）
  - 横溝正史の吸血蛾（1977年）
  - 図ぶとい奴・危険な賭け（1978年）
  - 女弁護士 朝吹里矢子3 「囁く手首の謎」（1979年）
  - 松本清張の犯罪広告（1979年） - 末永甚吉
  - 温かい死体・新婚夫婦が仕組んだ完全犯罪（1984年） - 幹夫
  - 殺人行越前海岸の女（1993年）
  - 終着駅シリーズ6 「人間の十字架」（1996年） - 町野一男
  - 家政婦は見た!17 「花の一族、愛と欲のからみ合い」（1999年）
  - バツイチ 駆け込み尼寺・探偵局（1999年） - 安部刑事
  - 山村美紗サスペンス 狩矢父娘シリーズ（2000年 - ）- 狩矢荘助
  - 女刑事・左近山響子（2011年） - 鍵山裕和
  - 法医学教室の事件ファイル42 「有名画家は二度死ぬ…?」（2016年） - 跡見俊介
- 柳生一族の陰謀（1978年、関西テレビ） - 徳川家光
- 風鈴捕物帳 第5話「友情に命を賭けて」（1978年、テレビ朝日）
- 同心部屋御用帳 江戸の旋風IV 第6話「父ありき」（1978年、フジテレビ） - 竜三
- チェックメイト78 第12話「警部と華道殺人事件」（1978年、朝日放送）
- ポーラテレビ小説 / からっ風と涙（1979年、TBS） - 間庭一太郎
- 平岩弓枝ドラマシリーズ（フジテレビ）
  - 日蔭の女（1979年）
  - 彩の女（1980年）
  - 女たちの海峡（1981年）
  - 湖水祭（1983年）
  - 女の暦（1984年）
- 歴史の涙（1980年、TBS） - 畑中少佐
- 探偵物語 第23話「夕日に赤い血を!」（1980年、日本テレビ） - 宮崎
- 竜馬がゆく（1982年、テレビ東京） - 高杉晋作
- 大奥 第31話「暴かれた禁男の園」・第32話「永遠の処女」（1983年、関西テレビ） - 生島新五郎
- 木曜ゴールデンドラマ「目撃者ご一報ください」（1983年、よみうりテレビ） - 野村謙吉
- 風の墓標（1984年2月4日、NHK総合） - 風のサルタン
- ニュードキュメンタリードラマ昭和 松本清張事件にせまる 第4回「人間失格 太宰治」（1984年、テレビ朝日） - 太宰治
- 特別企画 / なんで結婚 だって結婚（1984年、TBS）
- 父さんお帰りなさい 〜不滅の名セッター猫田に捧げる妻からの金メダル〜（1984年、TBS） - 猫田勝敏
- 水曜ドラマスペシャル「女コロンボ危機一髪!」 (1985年、TBS)　- 刑事・良平
- 年末時代劇スペシャル（日本テレビ）
  - 忠臣蔵（1985年） - 磯貝十郎左衛門
  - 勝海舟（1990年） - 勝海舟（兄正和の急病により後半のみ代演）
  - 源義経（1991年） - 常陸坊海尊
- 氷紋（1986年、TBS）
- 青い沼の女（1986年、日本テレビ）
- 主婦代行いたします（1987年、日本テレビ）
- 現代恐怖サスペンス / 蜜の匂い・男と女の間（1987年、関西テレビ）
- 火曜サスペンス劇場（日本テレビ）
  - 面影は共犯者（1985年1月22日）
  - 監察医・室生亜季子3 「瀬戸内竹原殺人行」（1987年）
  - ジューンブライド・ママ（1988年6月14日） - 石塚伍郎
  - 死の人工呼吸（1994年）
  - 警部補 佃次郎15 「結婚しない女」（2002年） - 新倉伸夫
  - 監察医・室生亜季子36 「母子鑑定」（2005年1月）
- 火曜スーパーワイド（テレビ朝日）
  - 京都花見小路殺人事件〜舞妓さんは名探偵!（1988年10月） - 沢木潤一郎
  - 京舞妓殺人事件〜舞妓さんは名探偵2〜（1989年8月） - 沢木潤一郎
- 原島弁護士の愛と悲しみ（1989年7月31日、テレビ東京）
- 火曜ミステリー劇場（テレビ朝日）
  - 京都東山殺人事件〜舞妓さんは名探偵〜（1990年4月） - 沢木潤一郎
- お父さん（1990年、日本テレビ）
- 必殺スペシャル・秋! 仕事人vsオール江戸警察（1990年、朝日放送） - 太棹の新之助
- 腕におぼえあり（1992年、NHK総合） - 小笠原佐渡守
- ドラマ新銀河（NHK総合）
  - 南部大吉交番日記（1993年） - 赤坂巡査部長
- 付き馬屋おえん事件帳 第2シリーズ 第12話「吉原を潰せ!」（1993年、テレビ東京） - 鉄之進
- ドラマ30 / 危険な再会（1993年、CBC）
- はぐれ刑事純情派 第6シリーズ 第4話「自己調査を頼んだ男・粗品がアリバイ!?」（1993年、テレビ朝日） - 長谷川賢一
- 江戸の用心棒II 第1話「命を賭けた鬼与力」（1995年、日本テレビ） - 秋山平蔵
- 風のロンド（1995年、東海テレビ）
- 暴れん坊将軍シリーズ（1997年 - 2004年、テレビ朝日） - 大岡忠相
- 金曜エンタテイメント / 美人三姉妹温泉芸者が行く!4「月岡湯けむり心中殺人事件」（1997年、フジテレビ） - 香月純一朗
- 凄絶!嫁姑戦争 羅刹の家（1998年、テレビ朝日） - 小椋孝夫
- 赤穂浪士（1999年、テレビ東京） - 土屋主悦
- 水曜日の情事（2001年、フジテレビ）
- 夢みる葡萄～本を読む女～（2003年、NHK総合） - 小川隆吉
- 一番大切な人は誰ですか?（2004年、日本テレビ）
- 最後の忠臣蔵（2004年、NHK総合） - 側用人・柳沢吉保
- 逃亡者 おりんシリーズ（テレビ東京）
  - 逃亡者 おりん 第9話「激闘!御三家の陰謀」（2006年12月22日） - 大河内静秋
  - 逃亡者 おりんスペシャル 烈火の巻（2008年9月26日） - 土井采女正
- ちりとてちん外伝 / まいご3兄弟（2008年、NHK総合）
- ヴォイス〜命なき者の声〜 第9話「雨を読めた男の死」（2009年、フジテレビ） - 桜井真也
- Q.E.D. 証明終了 第10話「立証責任」（2009年、NHK総合） - 遠野裁判長
- ブザー・ビート〜崖っぷちのヒーロー〜（2009年、フジテレビ） - 川崎正哉
- 科捜研の女 第7話「疑惑の被害者! 四つの名前を持つ男の謎」（2009年、テレビ朝日）
- 不毛地帯（2009年、フジテレビ） - 村山専務
- 風の少年〜尾崎豊 永遠の伝説〜（2011年、テレビ東京） - 高井
- 金曜プレステージ / 監察医七浦小夜子・法医学者の事件プロファイル（2011年4月22日、フジテレビ） - 澤田信一
- 下町ロケット（2011年、WOWOW） - 藤間秀樹
- タイトロープの女（2012年、NHK総合） - 十倉龍司
- ハンチョウ〜警視庁安積班〜 第11話「都内5カ所爆破予告!」（2012年、TBS） - 若林公康
- 水曜ミステリー9 / 刑事吉永誠一 涙の事件簿11「赤い遺産」（2013年4月3日、テレビ東京） - 赤沢宣良
- 鴨、京都へ行く。-老舗旅館の女将日記- 第8話（2013年、フジテレビ） - 殿村克彦
- 月曜ゴールデン（TBS）
  - 警視・深町征爾2「殺人者にラブソングを」（2013年7月8日） - 北村武
  - 税務調査官・窓際太郎の事件簿27（2014年7月28日） - 高橋光男
  - 信濃のコロンボ事件ファイル2「戸隠伝説殺人事件」（2014年11月24日） - 立花智弘
- 海の上の診療所 第5話（2013年、フジテレビ） - 上村繁
- 大岡越前 最終話「将軍を狙った男」（2014年1月24日、NHK BSプレミアム） - 伊平
  - 大岡越前6（2022年） - 松平左近将監
  - 大岡越前スペシャル〜大波乱!宿命の白洲〜（2023年） - 松平左近将監[14]
  - 大岡越前7（2024年）[15]
  - 大岡越前8（2025年）[16]
- 松本清張スペシャル 時間の習俗（2014年4月10日、CX） - 柴崎一課長
- 金曜プレミアム / 鬼平犯科帳スペシャル 浅草・御厩河岸（2015年12月18日、フジテレビ） - 海老坂の与兵衛
- ドラマスペシャル / 巨悪は眠らせない 特捜検事の逆襲（2016年10月5日、テレビ東京） - 冨永一雄
  - ドラマ特別企画 / 巨悪は眠らせない 特捜検事の標的（2017年10月4日）
- 山本周五郎時代劇 武士の魂（2017年、BSジャパン） - 進藤主計
- 鳴門秘帖（2018年4月、NHK BSプレミアム） - 高木龍耳軒
- 刑事7人（2018年、テレビ朝日） - 野崎勇一郎
- テレビ東京開局55周年特別企画 ドラマスペシャル・あまんじゃく 元外科医の殺し屋が医療の闇に挑む!（2018年9月24日、テレビ東京） - 御木本正
- 水戸黄門 第2シリーズ 第1話「じゃじゃ馬姫と九州路 -水戸〜中津-」（2019年5月19日、BS-TBS） - 広澤官兵衛
- 月曜プレミア8 「当番弁護士 梶原藤子の事件ファイル」（2020年・2021年、テレビ東京） - 梶原萬治

### テレビアニメ
- NHKアニメ劇場「雪の女王」（2005年、NHK総合） - ダニエル

### その他
- BSジャパンドキュメンタリーシリーズ企画「アース・ダイアログ〜世界遺産からのメッセージ〜天空の都市 マチュピチュの謎」（2012年7月7日、BSジャパン） - 語り
- 徹子の部屋 (2022年2月22日、テレビ朝日)
- 版妻と雄呂血 〜田村家の100年〜 (2023年7月1日、時代劇専門チャンネル)
- 知られざる京都旅「田村亮 故郷 嵐山・嵯峨野 〜兄・正和との思い出めぐり〜」（2025年6月12日、BS朝日）- 旅人

### 舞台
- 東宝二月特別公演　阪妻を偲ぶ (1978年2月)
- 御宿かわせみ (1997年6月、新橋演舞場)
- 最後の忠臣蔵（2009年12月、明治座）
- 姉妹たちの庭で 〜モーニングス・アット・セブン〜（2011年6月-7月、シアタークリエ）
- 笑う門には福来たる 〜女興行師 吉本せい〜（2016年11月、大阪松竹座） - 吉本泰三[17]
- 由紀さおり特別公演 第1部『あなたがいれば』（2017年1月、明治座） - 真吉 役[18]
- マクベス (2019年2月)
- 笑う角には福来たる (2019年 5-7月)
- おあきと春団治～お姉ちゃんにまかしとき (2021年7月)
- 舟木一夫特別公演 壬生義士伝 (2021年12月) - 伊東甲子太郎
- 恋の法善寺横丁 (2022年2月)

### CM
- テークケア
- アテント（大王製紙）